# Franco Fragapane
Franco Rodrigo Fragapane (Godoy Cruz, Provincia de Mendoza, Argentina; 6 de febrero de 1993) es un futbolista argentino. Juega como delantero y su primer equipo fue Boca Juniors. Actualmente milita en Unión de Santa Fe de la Liga Profesional.

## Trayectoria
Franco es un delantero rápido y hábil con el balón, bueno a la hora de encarar y gambetear. A pesar de no ser un nueve de área, se destaca por su gran capacidad goleadora. Comenzó a jugar en Huracán Las Heras de Mendoza, para luego sumarse a las inferiores de Boca Juniors. A mediados de 2011 fue promovido al plantel profesional para hacer la pretemporada en Brasil y el 27 de julio jugar la Copa "Ciudad de Barcelona" contra Espanyol. Después de ese partido, partieron a Inglaterra para participar de la Emirates Cup, junto al Arsenal (club organizador), Paris Saint-Germain y New York Red Bulls.
Su debut profesional se produjo el 1 de marzo de 2012, en la victoria 2-0 de Boca sobre Central Córdoba de Rosario por Copa Argentina. Ese día, ingresó a los 43 del ST en reemplazo de Cristian Chávez. Luego, tuvieron que pasar casi dos años para que volviera a jugar con la camiseta xeneize: en diciembre de 2013, fue al banco y reemplazó a Francesco Celeste en el empate 1-1 con Gimnasia y Esgrima La Plata.
Ante la falta de oportunidades, en julio de 2014 se va cedido al Elche Ilicitano, el equipo filial de Elche CF que participa en la Segunda División B de España, donde con base en buenos rendimientos, logra sumar algunos minutos en el primer equipo tanto en la Liga BBVA como en la Copa del Rey. En la temporada siguiente se produce una situación similar, ya que es contratado por el Celta de Vigo "B", aunque esta vez no tuvo chances en el equipo principal y sólo jugó en la filial. 
Tras su vuelta del fútbol de España en julio de 2016, Franco rescinde su contrato con Boca y se incorpora a Arsenal de Sarandí. 

## Selección nacional
Integró la Selección Argentina Sub-22 que participó en los Juegos Panamericanos de 2011, allí convirtió un gol en la victoria 3-0 sobre Costa Rica por la primera fase del torneo. La Albiceleste terminaría obteniendo la medalla de plata, tras perder la final con México, el país anfitrión.
En 2012 fue convocado a la Selección Sub-20 para disputar la Copa 8 Naciones que se jugó en Ciudad del Cabo, Sudáfrica. Allí, el combinado nacional fue subcampeón, ya que perdió la final 2-0 ante Brasil.

## Estadísticas
- Actualizado al 15 de agosto de 2025

### Clubes
| Club                            | Div.                | Temporada           | Liga | Liga | Copa Nacional | Copa Nacional | Copa Internacional | Copa Internacional | Total | Total |
| Club                            | Div.                | Temporada           | PJ   | G    | PJ            | G             | PJ                 | G                  | PJ    | G     |
| ------------------------------- | ------------------- | ------------------- | ---- | ---- | ------------- | ------------- | ------------------ | ------------------ | ----- | ----- |
| Boca Juniors Argentina          | 1.ª                 | 2011/12             | 0    | 0    | 1             | 0             | -                  | -                  | 1     | 0     |
| Boca Juniors Argentina          | 1.ª                 | 2012/13             | 0    | 0    | 0             | 0             | -                  | -                  | 0     | 0     |
| Boca Juniors Argentina          | 1.ª                 | 2013/14             | 3    | 0    | 0             | 0             | -                  | -                  | 3     | 0     |
| Boca Juniors Argentina          | Total               | Total               | 3    | 0    | 1             | 0             | -                  | -                  | 4     | 0     |
| Elche Ilicitano · España        | 3.ª                 | 2014/15             | 28   | 4    | -             | -             | -                  | -                  | 28    | 4     |
| Elche Ilicitano · España        | Total               | Total               | 28   | 4    | -             | -             | -                  | -                  | 28    | 4     |
| Elche · España                  | 1.ª                 | 2014/15             | 1    | 0    | 2             | 0             | -                  | -                  | 3     | 0     |
| Elche · España                  | Total               | Total               | 1    | 0    | 2             | 0             | -                  | -                  | 3     | 0     |
| Celta de Vigo "B" · España      | 3.ª                 | 2015/16             | 28   | 8    | -             | -             | -                  | -                  | 28    | 8     |
| Celta de Vigo "B" · España      | Total               | Total               | 28   | 8    | -             | -             | -                  | -                  | 28    | 8     |
| Arsenal Argentina               | 1.ª                 | 2016/17             | 23   | 0    | 3             | 2             | 4                  | 0                  | 30    | 2     |
| Arsenal Argentina               | Total               | Total               | 23   | 0    | 3             | 2             | 4                  | 0                  | 30    | 2     |
| Unión Argentina                 | 1.ª                 | 2017/18             | 25   | 3    | 2             | 0             | -                  | -                  | 27    | 3     |
| Unión Argentina                 | 1.ª                 | 2018/19             | 24   | 7    | 5             | 1             | 2                  | 0                  | 31    | 8     |
| Unión Argentina                 | 1.ª                 | 2025                | 19   | 1    | 2             | 0             | 6                  | 0                  | 27    | 1     |
| Unión Argentina                 | Total               | Total               | 68   | 11   | 9             | 1             | 8                  | 0                  | 85    | 12    |
| Talleres Argentina              | 1.ª                 | 2019/20             | 23   | 3    | 3             | 1             | -                  | -                  | 26    | 4     |
| Talleres Argentina              | 1.ª                 | 2020                | -    | -    | 10            | 1             | -                  | -                  | 10    | 1     |
| Talleres Argentina              | 1.ª                 | 2021                | -    | -    | 15            | 3             | 5                  | 1                  | 20    | 4     |
| Talleres Argentina              | Total               | Total               | 23   | 3    | 28            | 5             | 5                  | 1                  | 56    | 9     |
| Fortaleza · Brasil              | 1.ª                 | 2020                | 1    | 0    | -             | -             | -                  | -                  | 1     | 0     |
| Fortaleza · Brasil              | 1.ª                 | 2020                | 9    | 0    | 0             | 0             | -                  | -                  | 9     | 0     |
| Fortaleza · Brasil              | Total               | Total               | 10   | 0    | 0             | 0             | -                  | -                  | 10    | 0     |
| Minnesota United Estados Unidos | 1.ª                 | 2021                | 20   | 6    | -             | -             | -                  | -                  | 20    | 6     |
| Minnesota United Estados Unidos | 1.ª                 | 2022                | 31   | 7    | 3             | 0             | -                  | -                  | 34    | 7     |
| Minnesota United Estados Unidos | 1.ª                 | 2023                | 24   | 1    | 3             | 1             | 4                  | 0                  | 31    | 2     |
| Minnesota United Estados Unidos | 1.ª                 | 2024                | 24   | 1    | -             | -             | 2                  | 0                  | 26    | 1     |
| Minnesota United Estados Unidos | Total               | Total               | 99   | 15   | 6             | 1             | 6                  | 0                  | 111   | 16    |
| Total en su carrera             | Total en su carrera | Total en su carrera | 283  | 41   | 49            | 9             | 23                 | 1                  | 355   | 51    |

### Selección
| Selección                         | Año                 | Amistosos | Amistosos | América(1) | América(1) | Mundial | Mundial | Total | Total |
| Selección                         | Año                 | PJ        | G         | PJ         | G          | PJ      | G       | PJ    | G     |
| --------------------------------- | ------------------- | --------- | --------- | ---------- | ---------- | ------- | ------- | ----- | ----- |
| Sub-22 Argentina                  |                     |           |           |            |            |         |         |       |       |
| 2011                              | -                   | -         | 5         | 1          | -          | -       | 5       | 1     |       |
| Total                             | -                   | -         | 5         | 1          | -          | -       | 5       | 1     |       |
| Total en su carrera               | Total en su carrera | -         | -         | 5          | 1          | -       | -       | 5     | 1     |
| (1) Incluye Juegos Panamericanos. |                     |           |           |            |            |         |         |       |       |

## Palmarés

### Campeonatos regionales
| Título              | Club      | País   | Año  |
| ------------------- | --------- | ------ | ---- |
| Campeonato Cearense | Fortaleza | Brasil | 2020 |

### Campeonatos nacionales
| Título          | Club         | País      | Año  |
| --------------- | ------------ | --------- | ---- |
| Torneo Apertura | Boca Juniors | Argentina | 2011 |